# La Panouse
Ne doit pas être confondu avec Lapanouse.
Pour le quartier de Marseille, voir La Panouse.
La Panouse est une commune française, située dans le nord du département de la Lozère en région Occitanie.
Exposée à un climat de montagne, elle est drainée par l'Ance, le Grandrieu, le Coumbaury, le Mas Imbert et par divers autres petits cours d'eau. La commune possède un patrimoine naturel remarquable composé de trois zones naturelles d'intérêt écologique, faunistique et floristique.
La Panouse est une commune rurale qui compte 86 habitants en 2022, après avoir connu un pic de population de 650 habitants en 1886.  Ses habitants sont appelés les Panousiens ou  Panousiennes.

## Géographie

### Communes limitrophes
Les communes limitrophes sont  Grandrieu, Monts-de-Randon, Saint-Denis-en-Margeride, Saint-Paul-le-Froid et Saint-Sauveur-de-Ginestoux.
| Saint-Paul-le-Froid                 | Grandrieu  |                            |
| Saint-Denis-en-Margeride (sur 50 m) | La Panouse |                            |
| Monts-de-Randon                     |            | Saint-Sauveur-de-Ginestoux |

### Hydrographie
Les rivières Ance du Sud et Grandrieu traversent la commune de la Panouse.

### Climat
Pour des articles plus généraux, voir Climat de l'Occitanie et Climat de la Lozère.
En 2010, le climat de la commune est de type climat de montagne, selon une étude s'appuyant sur une série de données couvrant la période 1971-2000. En 2020, Météo-France publie une typologie des climats de la France métropolitaine dans laquelle la commune est exposée à un climat de montagne ou de marges de montagne et est dans la région climatique Sud-est du Massif Central, caractérisée par une pluviométrie annuelle de 1 000 à 1 500 mm, minimale en été, maximale en automne.
Pour la période 1971-2000, la température annuelle moyenne est de 6,1 °C, avec une amplitude thermique annuelle de 15,2 °C. Le cumul annuel moyen de précipitations est de 986 mm, avec 11,1 jours de précipitations en janvier et 6,8 jours en juillet. Pour la période 1991-2020, la température moyenne annuelle observée sur la station météorologique installée sur la commune est de 7,3 °C et le cumul annuel moyen de précipitations est de 1 015,8 mm,. Pour l'avenir, les paramètres climatiques de la commune estimés pour 2050 selon différents scénarios d'émission de gaz à effet de serre sont consultables sur un site dédié publié par Météo-France en novembre 2022.
| Mois                                  | jan.           | fév.           | mars          | avril         | mai           | juin          | jui.          | août          | sep.          | oct.          | nov.           | déc.           | année      |
| ------------------------------------- | -------------- | -------------- | ------------- | ------------- | ------------- | ------------- | ------------- | ------------- | ------------- | ------------- | -------------- | -------------- | ---------- |
| Température minimale moyenne (°C)     | −4             | −4,3           | −1,7          | 0,9           | 4             | 7,4           | 9             | 9             | 6             | 3,5           | 0              | −2,7           | 2,3        |
| Température moyenne (°C)              | −0,4           | −0,3           | 2,9           | 6,1           | 9,3           | 13,3          | 15,8          | 15,8          | 11,9          | 8,3           | 3,6            | 0,8            | 7,3        |
| Température maximale moyenne (°C)     | 3,2            | 3,6            | 7,5           | 11,3          | 14,6          | 19,3          | 22,6          | 22,5          | 17,8          | 13            | 7,2            | 4,4            | 12,2       |
| Record de froid (°C) date du record   | −20,4 19.01.17 | −20,6 15.02.10 | −14 09.03.10  | −9 07.04.08   | −5,2 07.05.19 | −0,8 05.06.14 | 2,1 13.07.16  | 1,5 28.08.11  | −1,6 17.09.08 | −7,7 29.10.12 | −14,3 28.11.13 | −17,6 18.12.10 | −20,6 2010 |
| Record de chaleur (°C) date du record | 19 01.01.22    | 20,1 26.02.19  | 20,1 15.03.12 | 22,7 07.04.11 | 28,7 22.05.22 | 33,6 27.06.19 | 32,3 14.07.22 | 34,1 23.08.23 | 28,5 16.09.19 | 27,2 01.10.23 | 20,7 07.11.15  | 19 02.12.15    | 34,1 2023  |
| Précipitations (mm)                   | 77,8           | 59,7           | 66,3          | 98,7          | 114,4         | 78,5          | 68,6          | 74,1          | 64,1          | 93,3          | 130,7          | 89,6           | 1 015,8    |

### Milieux naturels et biodiversité
L’inventaire des zones naturelles d'intérêt écologique, faunistique et floristique (ZNIEFF) a pour objectif de réaliser une couverture des zones les plus intéressantes sur le plan écologique, essentiellement dans la perspective d’améliorer la connaissance du patrimoine naturel national et de fournir aux différents décideurs un outil d’aide à la prise en compte de l’environnement dans l’aménagement du territoire.
Deux ZNIEFF de type 1 sont recensées sur la commune :
la « tourbière du Prat du Baury » (14 ha), couvrant 2 communes du département, et 
les « tourbières du col des Trois Soeurs » (448 ha)
et une ZNIEFF de type 2, : 
la « montagne de la Margeride et massif du plateau du Palais du Roi » (29 590 ha), couvrant 20 communes du département.

Cartes des ZNIEFF de type 1 et 2 à La Panouse.
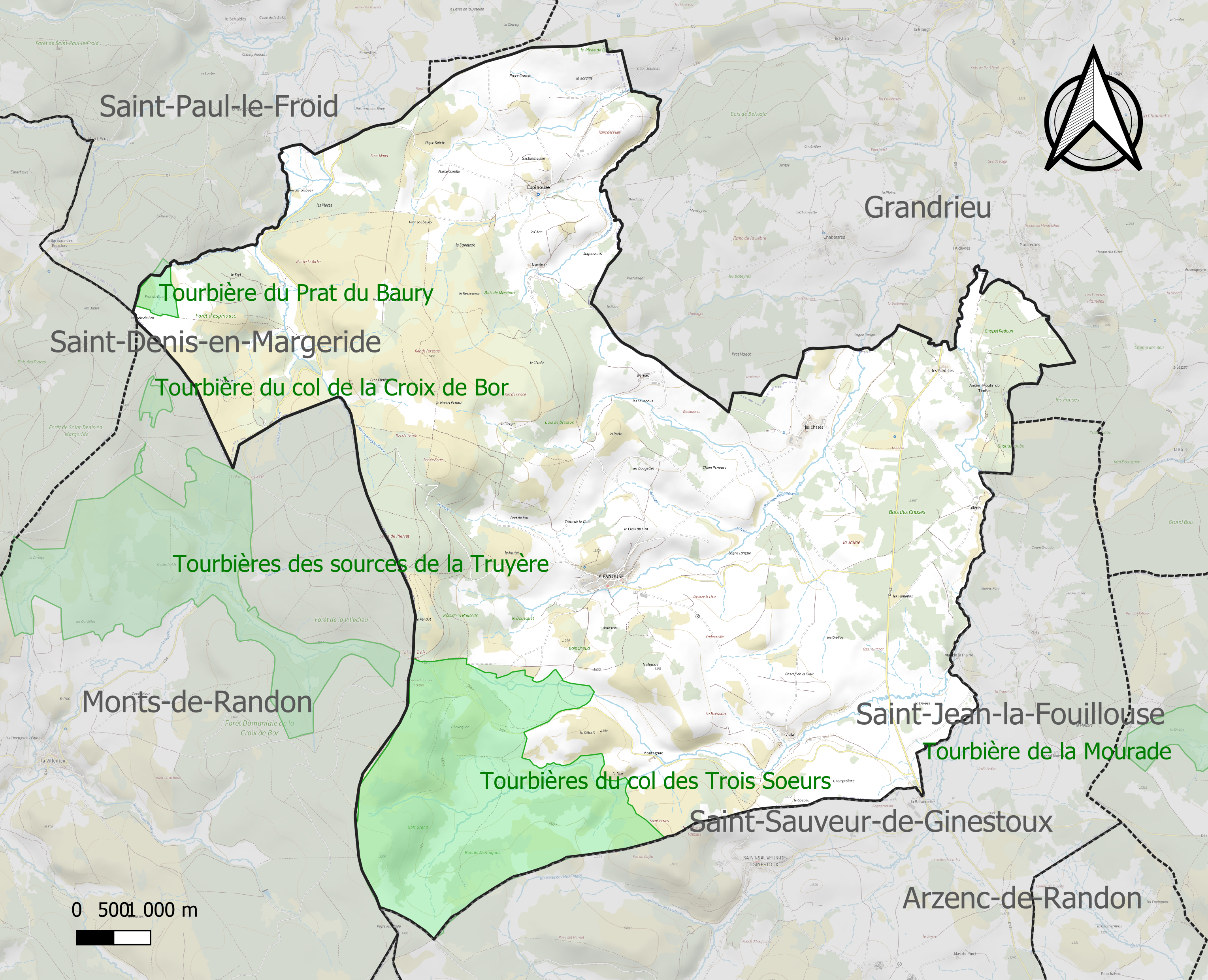
Carte des ZNIEFF de type 1 sur la commune.
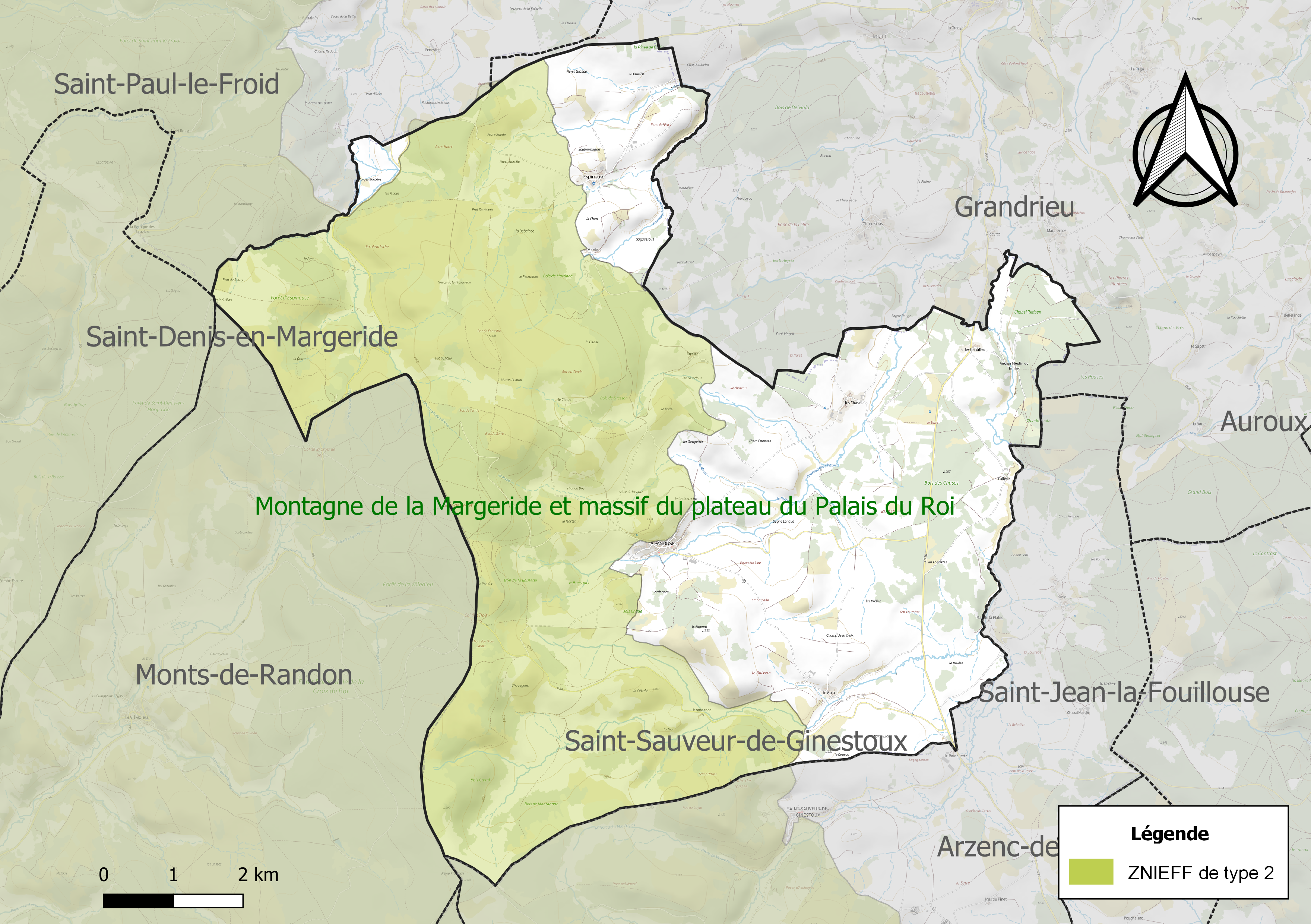
Carte de la ZNIEFF de type 2 sur la commune.

## Urbanisme

### Typologie
Au 1er janvier 2024, La Panouse est catégorisée commune rurale à habitat très dispersé, selon la nouvelle grille communale de densité à sept niveaux définie par l'Insee en 2022.
Elle est située hors unité urbaine et hors attraction des villes,.

### Occupation des sols
L'occupation des sols de la commune, telle qu'elle ressort de la base de données européenne d’occupation biophysique des sols Corine Land Cover (CLC), est marquée par l'importance des forêts et milieux semi-naturels (70,2 % en 2018), en diminution par rapport à 1990 (75,7 %). La répartition détaillée en 2018 est la suivante : 
milieux à végétation arbustive et/ou herbacée (46,4 %), forêts (23,7 %), prairies (18,7 %), zones agricoles hétérogènes (11,1 %). L'évolution de l’occupation des sols de la commune et de ses infrastructures peut être observée sur les différentes représentations cartographiques du territoire : la carte de Cassini (XVIIIe siècle), la carte d'état-major (1820-1866) et les cartes ou photos aériennes de l'IGN pour la période actuelle (1950 à aujourd'hui).

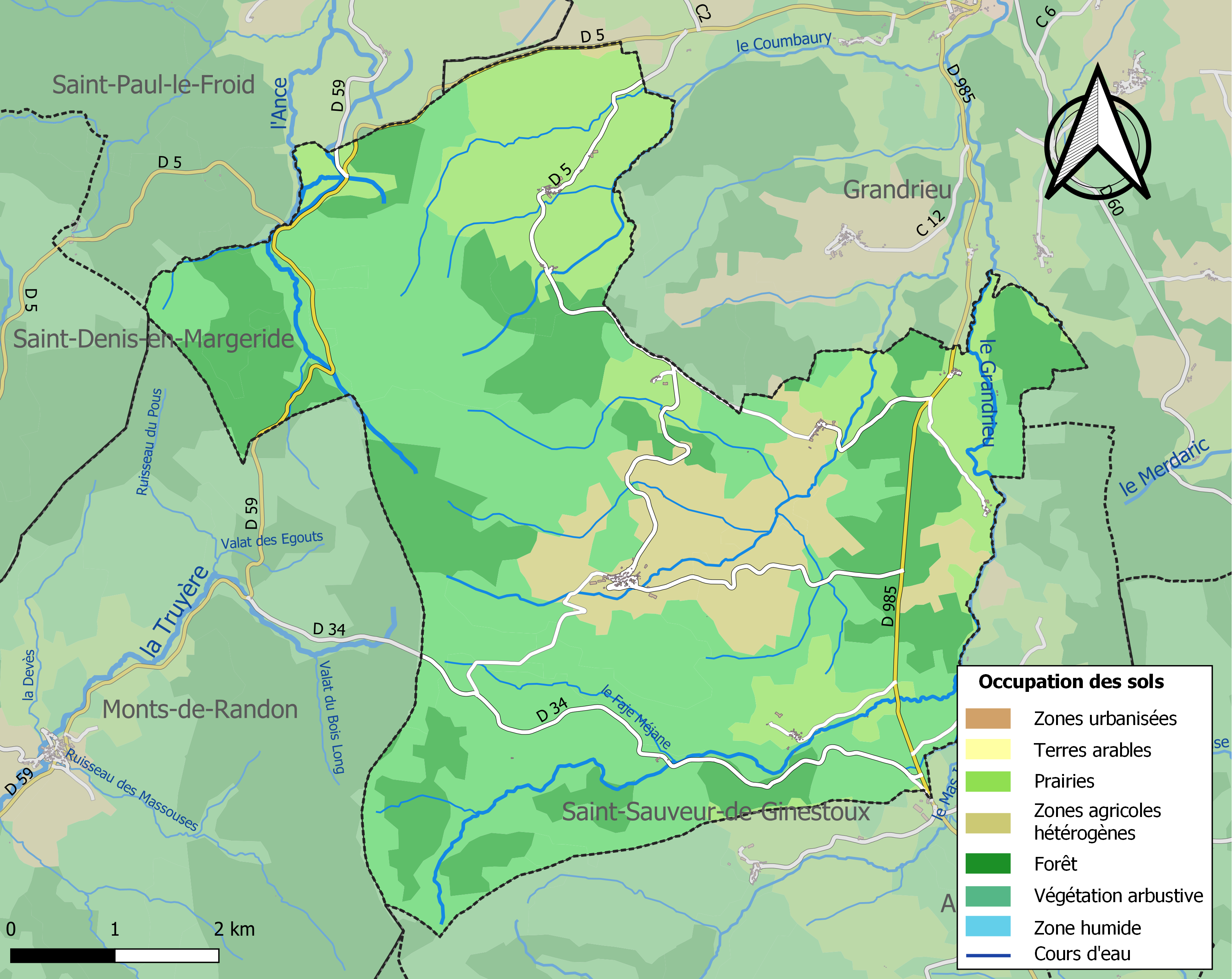
Carte des infrastructures et de l'occupation des sols de la commune en 2018 (CLC).

### Risques majeurs
Le territoire de la commune de La Panouse est vulnérable à différents aléas naturels : météorologiques (tempête, orage, neige, grand froid, canicule ou sécheresse), feux de forêts et séisme (sismicité faible). Il est également exposé à un risque particulier : le risque de radon. Un site publié par le BRGM permet d'évaluer simplement et rapidement les risques d'un bien localisé soit par son adresse soit par le numéro de sa parcelle.

#### Risques naturels
La Panouse est exposée au risque de feu de forêt. Un plan départemental de protection des forêts contre les incendies (PDPFCI) a été approuvé en décembre 2014 pour la période 2014-2023. Les mesures individuelles de prévention contre les incendies sont précisées par divers arrêtés préfectoraux et s’appliquent dans les zones exposées aux incendies de forêt et à moins de 200 mètres de celles-ci. L’arrêté du 23 mars 2018, complété par un arrêté de 2020, réglemente l'emploi du feu en interdisant notamment d’apporter du feu, de fumer et de jeter des mégots de cigarette dans les espaces sensibles et sur les voies qui les traversent sous peine de sanctions. L'arrêté du 23 août 2021, abrogeant un arrêté de 2002, rend le débroussaillement obligatoire, incombant au propriétaire ou ayant droit,,.

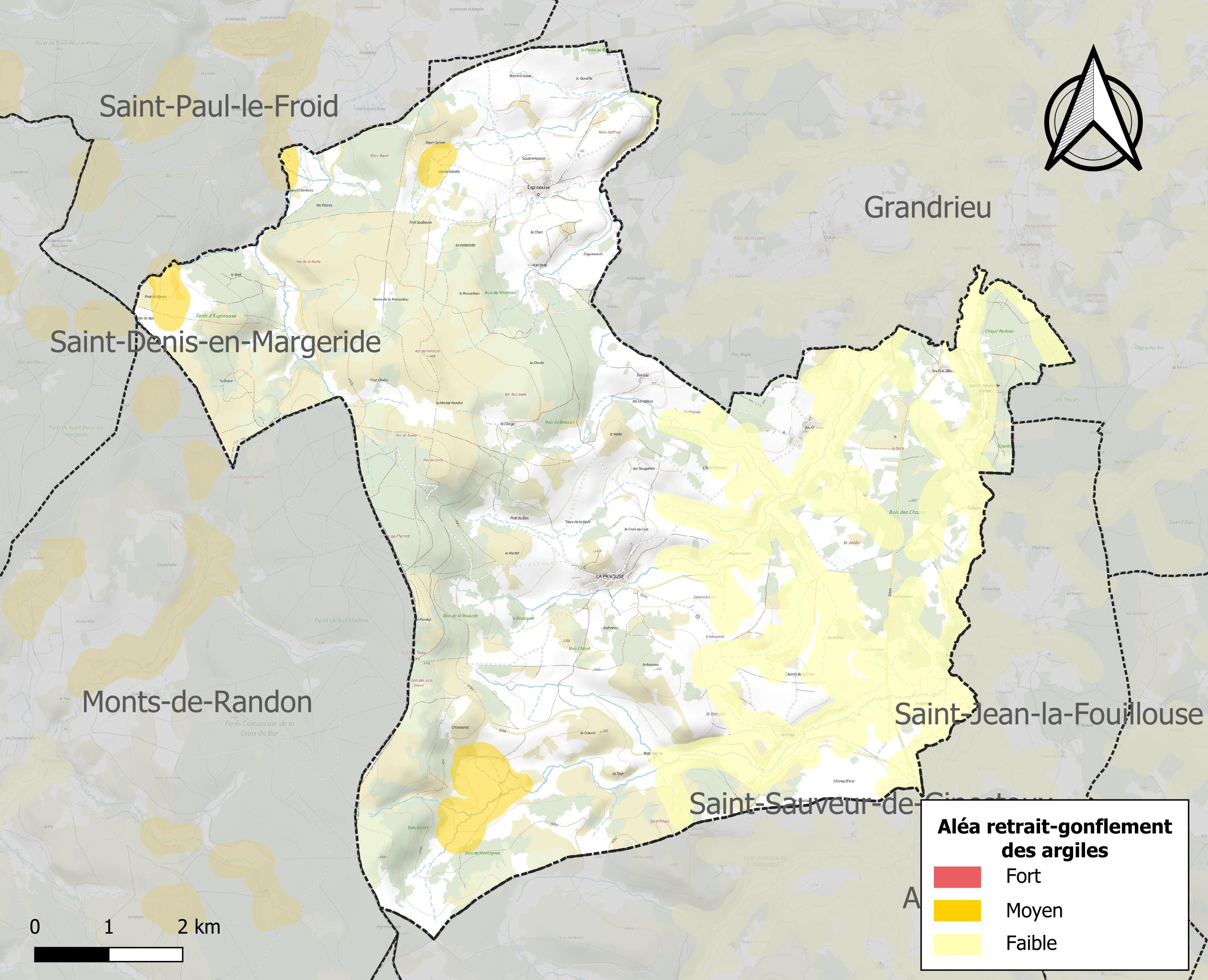
Carte des zones d'aléa retrait-gonflement des sols argileux de La Panouse.

Le retrait-gonflement des sols argileux est susceptible d'engendrer des dommages importants aux bâtiments en cas d’alternance de périodes de sécheresse et de pluie. 2,5 % de la superficie communale est en aléa moyen ou fort (15,8 % au niveau départemental et 48,5 % au niveau national). Sur les 102 bâtiments dénombrés sur la commune en 2019,  aucun n'est en aléa moyen ou fort, à comparer aux 14 % au niveau départemental et 54 % au niveau national. Une cartographie de l'exposition du territoire national au retrait gonflement des sols argileux est disponible sur le site du BRGM,.
Par ailleurs, afin de mieux appréhender le risque d’affaissement de terrain, l'inventaire national des cavités souterraines permet de localiser celles situées sur la commune.
La commune a été reconnue en état de catastrophe naturelle au titre des dommages causés par les inondations et coulées de boue survenues en 1982, 1993 et 1994. 

#### Risque particulier
Dans plusieurs parties du territoire national, le radon, accumulé dans certains logements ou autres locaux, peut constituer une source significative d’exposition de la population aux rayonnements ionisants. Certaines communes du département sont concernées par le risque radon à un niveau plus ou moins élevé. Selon la classification de 2018, la commune de La Panouse est classée en zone 3, à savoir zone à potentiel radon significatif.

## Histoire
De la commune de La Panouse étaient originaires les trois sœurs qui trouvèrent la mort en hiver, en revenant d'un bal à La Villedieu. Depuis, le col où elles périrent de froid en compagnie de leur chien s'appelle le « col des Trois Sœurs ».

## Politique et administration
| Période | Période  | Identité       | Étiquette | Qualité |
| ------- | -------- | -------------- | --------- | ------- |
| 2001    | 2007     | Alain Tufféry  |           |         |
| 2007    | 2020     | Noël Savoie    |           |         |
| 2020    | En cours | Julien Tuffery |           |         |

## Démographie
L'évolution du nombre d'habitants est connue à travers les recensements de la population effectués dans la commune depuis 1793. Pour les communes de moins de 10 000 habitants, une enquête de recensement portant sur toute la population est réalisée tous les cinq ans, les populations de référence des années intermédiaires étant quant à elles estimées par interpolation ou extrapolation. Pour la commune, le premier recensement exhaustif entrant dans le cadre du nouveau dispositif a été réalisé en 2008.

En 2022, la commune comptait 86 habitants, en évolution de +8,86 % par rapport à 2016 (Lozère : +0,11 %, France hors Mayotte : +2,11 %).
| 1793 | 1800 | 1806 | 1821 | 1831 | 1836 | 1841 | 1846 | 1851 |
| ---- | ---- | ---- | ---- | ---- | ---- | ---- | ---- | ---- |
| 496  | 297  | 601  | 579  | 494  | 561  | 552  | 554  | 547  |

| 1856 | 1861 | 1866 | 1872 | 1876 | 1881 | 1886 | 1891 | 1896 |
| ---- | ---- | ---- | ---- | ---- | ---- | ---- | ---- | ---- |
| 533  | 540  | 570  | 576  | 581  | 602  | 650  | 566  | 542  |

| 1901 | 1906 | 1911 | 1921 | 1926 | 1931 | 1936 | 1946 | 1954 |
| ---- | ---- | ---- | ---- | ---- | ---- | ---- | ---- | ---- |
| 565  | 504  | 481  | 452  | 447  | 413  | 376  | 368  | 304  |

| 1962 | 1968 | 1975 | 1982 | 1990 | 1999 | 2006 | 2008 | 2013 |
| ---- | ---- | ---- | ---- | ---- | ---- | ---- | ---- | ---- |
| 288  | 225  | 197  | 161  | 129  | 105  | 86   | 82   | 82   |

| 2018 | 2022 | - | - | - | - | - | - | - |
| ---- | ---- | - | - | - | - | - | - | - |
| 75   | 86   | - | - | - | - | - | - | - |

## Économie

### Emploi
|                | 2008  | 2013  | 2018  |
| -------------- | ----- | ----- | ----- |
| Commune        | 0 %   | 1,9 % | 0 %   |
| Département    | 5 %   | 6,4 % | 7,1 % |
| France entière | 8,3 % | 10 %  | 10 %  |

En 2018, la population âgée de 15 à 64 ans s'élève à 41 personnes, parmi lesquelles on compte 87,8 % d'actifs (87,8 % ayant un emploi et 0 % de chômeurs) et 12,2 % d'inactifs,. Depuis 2008, le taux de chômage communal (au sens du recensement) des 15-64 ans est inférieur à celui de la France et du département.
La commune est hors attraction des villes,. Elle compte 25 emplois en 2018, contre 28 en 2013 et 28 en 2008. Le nombre d'actifs ayant un emploi résidant dans la commune est de 37, soit un indicateur de concentration d'emploi de 67,5 % et un taux d'activité parmi les 15 ans ou plus de 59,7 %.
Sur ces 37 actifs de 15 ans ou plus ayant un emploi, 19 travaillent dans la commune, soit 51 % des habitants. Pour se rendre au travail, 64,9 % des habitants utilisent un véhicule personnel ou de fonction à quatre roues, 10,8 % s'y rendent en deux-roues, à vélo ou à pied et 24,3 % n'ont pas besoin de transport (travail au domicile).

## Culture locale et patrimoine

### Lieux et monuments
- Le roc de Fenestre culminant à une altitude de 1 489 m, avec une table d'orientation offrant un magnifique panorama sur les monts du Velay et le mont Mézenc. La chaîne des Alpes est visible à certaines périodes ainsi que le puy de Dôme.
- Le col des Trois Sœurs, ligne de partage des eaux des bassins de la Garonne et de la Lire, possédant un arboretum très varié et la source de la Truyère sur le versant de Saint-Denis-en-Margeride.
- Église Notre-Dame-de-l'Assomption de La Panouse.

### Héraldique
| Blason de La Panouse | Blason  | Coupé, au 1° d'argent à sept émanches appointées en pointe d'azur; au 2° d'azur chargé d'un pont passerelle d'argent, maçonné de sable, à sept arches rectangulaires, se mouvant de la pointe; au mont de sinople, se mouvant du pont et des flancs de l'écu, brochant sur la partition, chargé d'une rencontre de bœuf Aubrac d'argent; au chef ondé cousu de sable, chargé de trois étoiles des neiges d'argent. |
| Blason de La Panouse | Détails | Le mont représente le roc de Fenestres qui culmine à 1 489 m et d’où l’on a un très vaste panorama symbolisé par les rayons azur. Ils sont au nombre de sept car le dit panorama s’étend sur sept départements. Il est de sinople pour indiquer la présence de vastes étendues d’herbage qui ont depuis très longtemps entraînées la transhumance de troupeaux de brebis venus du sud du Languedoc, aujourd'hui remplacés par les bovins de race Aubrac. C’est la raison de la présence de la tête de cet animal. Le pont passerelle symbolise le pont des sept trous qui enjambe l'Ance. Le chef, pièce honorable qui désigne des hauteurs traduit la légende de la commune avec le col des Trois Sœurs. Il s’agit de trois jeunes filles, Justine, Elisa et Aurélie qui travaillaient dur dans trois baraques des environs. Parties fêter noël au bal de La Villedieu on ne les vit pas revenir au matin. Les villageois finirent par les retrouver enlacées, mortes de froid au sommet d’un col qui porte aujourd’hui leur souvenir : Le col des trois sœurs. C’est la raison de la couleur noire du chef qui évoque la disparition de ces personnes symbolisées par les trois flocons de neige. Le chef est ondé pour marquer la présence de nombreux cours d’eau dont l’Ance qui traverse le territoire communal. Les ornements sont deux branches de pin de sinople, fruitées d'or, mises en sautoir par la pointe et liées d'or pour les forêts environnantes. Le listel d'argent porte le nom de la commune en lettres majuscules de sable. La couronne de tours indique que l’écu est celui d’une ville ou d’un village ; elle n’a rien à voir avec d’éventuelles fortifications. Le statut officiel du blason reste à déterminer. |